# Moszkva–Petuski
A Moszkva–Petuski (Москва–Петушки) az új orosz irodalom Venyegyikt Vasziljevics Jerofejev (1938–1990) által írt groteszk-realista kisregénye.

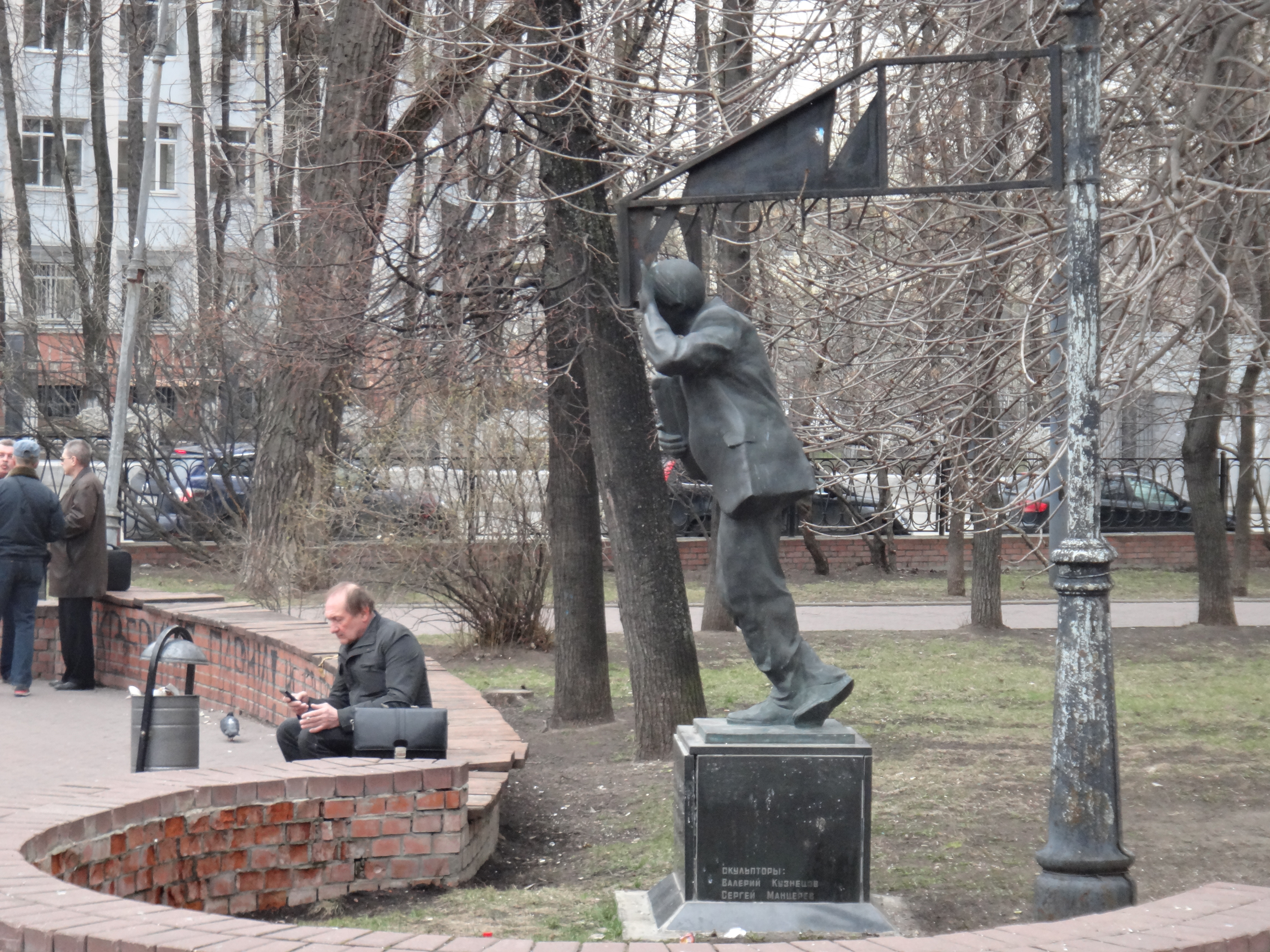
Marjina Roscsa kerület, Moszkva

Jerofejev a moszkvai Lomonoszov Egyetemre járt, ahonnan – állítólag mert nem látogatta a honvédelmi órákat – kirúgták. Ezután volt kőműves, vakolómunkás, könyvtáros és kábelfektető is.
Munkásként írta meg a Moszkva–Petuskit, mindössze 5 hét alatt. A Szovjetunióban – kezdetben egyetlen gépelt példányban – szamizdatként terjedt 1969 őszétől. Nyomtatásban először Izraelben látott napvilágot, egy 300 példányszámban megjelenő folyóiratban (AMI, 1973/3), végül Párizsban 1977-ben önálló kötetben is kiadták.
A Szovjetunióban először – cenzúrázott változatban – 1988–1989-ben adták közre a Trezvoszty i Kultura (Józanság és Kultúra) c. folyóiratban. Teljes szövegű kiadására még a szerző életében, a Veszty almanachban került sor 1989-ben. Önálló kötetben először 1989-ben jelent meg Moszkvában.
A művet sok nyelvre, így magyarra is lefordították.
A „Moszkva–Petuski” első kiadása, annak köszönhetően, hogy mindössze egy példányból állt, hamar elfogyott.
A könyv önéletrajzi ihletésű, gogoli, bulgakovi fantasztikus látomás az orosz alkoholizmusról. (A szerző művét „poémaként” határozta meg.)

## Cselekménye
Moszkva–Petuski a valóságban egy helyiérdekű vasútvonal. E vonal állomásai tagolják az elbeszélést fejezetekre és elképesztően fokozódó irracionális ivászatra.
Az alkoholista főhős, Venyicska Jerofejev, másnaposan ébred egy moszkvai kapualjban, majd a Kurszki pályaudvarra vetődik, és fölszáll a HÉV-re Petuski felé, ahol a kedvese és gyermeke várja. Különféle alakokkal végigissza az utat, közben kifosztják. A belső monológ részeként számos italkeverékről is értesülhetünk, a szeszt és háztartási vegyszereket (ragasztó, kölni, rovarirtó stb.) tartalmazó kotyvalékok ironikus-parodisztikus néven futnak (vö. „laktanyakoktél”). Az elbeszélő közben elalszik és nem tud kiszállni Petuskiban, hanem az elektricska visszaviszi Moszkvába, ahol négy ismeretlen megöli; ugyanabban a kapualjban, ahonnan elindult. Úgy hal meg, hogy bár vágyott rá, de életében nem látta a Kremlt...
Ó, szabadság, egyenlőség! Ó, testvériség és édes semmittevés! Ó, szent felelőtlenség! Ó, népem életének legboldogabb órái: az italboltok nyitásától a zárásig!

## Kiadások

### Magyar kiadások
- Moszkva–Petuski; ford. Vári Erzsébet; JAK–Jelenkor, Bp.–Pécs, 1994 (Műfordító füzetek), ISBN 963777078X
- Moszkva–Petuski; ford. Vári Erzsébet; 2. jav. kiad.; Jelenkor, Pécs, 1999, ISBN 9636761760
- Moszkva–Petuski ; ford. Vári Erzsébet; Jelenkor, Pécs, 2010; ISBN 9789636764791
- Moszkva–Petuski; ford. Vári Erzsébet; 4. jav. kiad.; Helikon, Bp., 2018 ISBN 978-963-479-154-6